# Molly Brant
Molly Brant (1736 - 16 avril 1796), également connue sous les noms de Mary Brant, Konwatsi'tsiaienni et Degonwadonti, est une femme mohawk influente à l'époque de la révolution américaine. Vivant dans la province de New York, elle est l'épouse de William Johnson, surintendant britannique des Affaires indiennes, avec qui elle a eu huit enfants. Joseph Brant, chef mohawk, est son frère cadet.
Après la mort de Johnson en 1774, Brant et ses enfants retournent dans son village natal, Canajoharie sur la rivière Mohawk. Loyaliste pendant la guerre d'indépendance américaine, elle fuit vers la province de Québec et travaille comme intermédiaire entre les fonctionnaires britanniques et les Iroquois. Après la guerre, elle se fixe à Kingston, en Ontario et en reconnaissance de ses services à la Couronne, le gouvernement britannique lui donne une pension.
Depuis 1994, Molly Brant est honorée en tant que personne d'importance historique nationale au Canada. Elle a longtemps été ignorée ou décriée par les historiens des États-Unis, mais l'intérêt des chercheurs à son sujet s'est développé à la fin du XXe siècle. Personnage controversé, elle est parfois critiquée comme étant probritannique au détriment des Iroquois. Anglicane dévote, elle est célébrée le 16 avril dans le calendrier de l'église anglicane du Canada et l'église épiscopale des États-Unis. S'il n'existe pas de portrait datant de son vivant, des représentations idéalisées ont été réalisées comme sur une statue à Kingston et sur un timbre canadien émis en 1986.

### Articles
- (en) Robert S. Allen, « Molly Brant », dans John A. Garraty et Mark C. Carnes, American National Biography, vol. 3, New York, Oxford University Press, 1999 (lire en ligne), p. 432-434
- (en) Lois M. Feister et Bonnie Pulis, « Molly Brant : her domestic and political roles in eighteenth-century New York », dans Robert S. Grumet, Northeastern Indian Lives, 1632–1816, Amherst, Massachusetts, University of Massachusetts Press, 1996 (lire en ligne), p. 295-320
- (en) Barbara Graymont, « Koñwatsiãtsiaiéñni », dans Dictionnaire biographique du Canada, vol. IV (1771-1800), Toronto, Ontario, University of Toronto Press, 1979 (lire en ligne)
- (en) Judith Gross, « Molly Brant : textual representations of cultural midwifery », American Studies, vol. 40, no 1,‎ printemps 1999 (lire en ligne)
- (en) Katherine M.J. McKenna, « Mary Brant (Konwatsi'tsiaienni Degonwadonti) : 'Miss Molly,' feminist role model or Mohawk princess ? », dans Nancy L. Rhoden et Ian K. Steele, The human tradition in the American Revolution, Wilmington, Delaware, Scholarly Resources, 2000 (ISBN 0-8420-2748-3, lire en ligne), p. 183-201
- (en) Karen Smith, « New Kingston elementary school to be named Molly Brant Elementary School », Limestone District School Board, Kingston, Ontario,‎ 17 juin 2015 (lire en ligne [archive du 16 juillet 2015])

### Ouvrage
- (en) Barbara Graymont, The Iroquois in the American Revolution, Syracuse, New York, Syracuse University Press, 1972, 359 p. (ISBN 978-0-8156-0116-6, lire en ligne)
- (en) Isabel Thompson Kelsay, Joseph Brant, 1743–1807, Man of Two Worlds, Syracuse, New York, Syracuse University Press, 1984, 775 p. (ISBN 978-0-8156-0208-8, lire en ligne)
- (en) Barbara J. Sivertsen, Turtles, Wolves, and Bears : a Mohawk family history, Westminster, Maryland, Heritage Books, 1996
- (en) Dean R. Snow, The Iroquois, Cambridge, Massachusetts, Blackwell, 1994

### Ressources numériques
- (en) Susan M. Bazely, « Archaeology on the Brant Property », Cataraqui Archeological Research Foundation, 17 septembre 1996
- (en) Augusta Cecconi-Bates, « Molly of the Mohawks », 4 décembre 2008
- (en) David Jackson, « Molly Brant Foundation report on the 1996 commemoration of Molly Brant », sur Molly Brant Foundation (consulté le 15 juillet 2012)
- (en) Ellen Holmes Pearson, « The Fighting Canadiens », sur Teachinghistory.org
- (en) « Brant, Molly (Tekonwatonti) National Historic Person », sur Directory of Federal Heritage Designations, Parks Canada, 15 mars 2012
- (en) « Molly Brant », sur Cataraqui Archaeological Research Foundation